# Liste der Kulturdenkmale in Süderau
In der Liste der Kulturdenkmale in Süderau sind alle Kulturdenkmale der schleswig-holsteinischen Gemeinde Süderau (Kreis Steinburg) und ihrer Ortsteile aufgelistet (Stand: 6. Januar 2020).

## Legende
In den Spalten befinden sich folgende Informationen:
- Objekt-ID: die Nummer des Kulturdenkmales
- Lage: die Adresse des Kulturdenkmales und die geographischen Koordinaten. Kartenansicht, um Koordinaten zu setzen. In der Kartenansicht sind Kulturdenkmale ohne Koordinaten mit einem roten Marker dargestellt und können in der Karte gesetzt werden. Kulturdenkmale ohne Bild sind mit einem blauen Marker gekennzeichnet, Kulturdenkmale mit Bild mit einem grünen Marker.
- Offizielle Bezeichnung: Bezeichnung des Kulturdenkmales
- Beschreibung: die Beschreibung des Kulturdenkmales
- Bild: ein Bild des Kulturdenkmales

## Sachgesamtheiten
| Objekt-ID      | Lage                                        | Offizielle Bezeichnung          | Beschreibung | Bild                             |
| -------------- | ------------------------------------------- | ------------------------------- | --- | -------------------------------- |
| 41059 Wikidata | Kirchenstraße (53° 49′ 14″ N, 9° 30′ 46″ O) | Kirche St. Dionysius Areopagita | Aktualisierung vorgesehen - Begründung: geschichtlich, künstlerisch, städtebaulich, Kulturlandschaft prägend - Schutzumfang: Kirche St. Dionysius Areopagita mit Ausstattung, Kirchhof, Grabmale bis 1870, Lindenkranz | weitere Fotos \| Fotos hochladen |

## Bauliche Anlagen
| Objekt-ID     | Lage                                                | Offizielle Bezeichnung                          | Beschreibung | Bild                             |
| ------------- | --------------------------------------------------- | ----------------------------------------------- | --- | -------------------------------- |
| 498           | Hauptstraße 8 (53° 50′ 34″ N, 9° 33′ 50″ O)         | Kate                                            | Kate; Mitte 18. Jh.; giebelständiger, reetgedeckter Backsteinbau mit dreifach vorkragendem, verbrettertem Vollgiebel, das Ständerwerk im Inneren erhalten; rückwärtiges Aborthäuschen - Begründung: geschichtlich, Kulturlandschaft prägend - Schutzumfang: Kate, ehem. Aborthäuschen - Denkmaltyp: Bauliche Anlage | BW                               |
| 5129 Wikidata | Kirchenstraße (53° 49′ 14″ N, 9° 30′ 46″ O)         | Kirche St. Dionysius Areopagita mit Ausstattung | Alteintragung (Aktualisierung vorgesehen) - Begründung: geschichtlich, künstlerisch, städtebaulich - Schutzumfang: gesamtes Objekt - Denkmaltyp: Bauliche Anlage, Sachgesamtheit: Kirche St. Dionysius Areopagita                                                                                                   | weitere Fotos \| Fotos hochladen |
| 6883 Wikidata | Süderauerdorfstraße 30 (53° 50′ 5″ N, 9° 33′ 26″ O) | Wohn- und Wirtschaftsgebäude                    | Alteintragung (Aktualisierung vorgesehen) - Begründung: geschichtlich, künstlerisch, Kulturlandschaft prägend - Schutzumfang: gesamtes Objekt - Denkmaltyp: Bauliche Anlage | BW                               |

## Gründenkmale
| Objekt-ID      | Lage                                        | Offizielle Bezeichnung | Beschreibung | Bild            |
| -------------- | ------------------------------------------- | ---------------------- | --- | --------------- |
| 19736 Wikidata | Kirchenstraße (53° 49′ 13″ N, 9° 30′ 48″ O) | Kirchhof               | Alteintragung (Aktualisierung vorgesehen) - Begründung: geschichtlich, Kulturlandschaft prägend - Schutzumfang: Kirchhof, Grabmale bis 1870, Lindenkranz - Denkmaltyp: Gründenkmal, Sachgesamtheit: Kirche St. Dionysius Areopagita | Fotos hochladen |

## Quelle
- Liste der Kulturdenkmale in Schleswig-Holstein – Kreis Steinburg

- Karte mit allen Koordinaten:
- OSM |
- WikiMap